# ارتش ۴۱ ترکیبی گارد
ارتش ۴۱ ترکیبی گارد (انگلیسی: 41st Guards Combined Arms Army) یک ارتش میدانی از نیروی زمینی روسیه است که در حال حاضر بخشی از منطقه نظامی مرکزی محسوب می‌شود. در ابتدا، این ارتش در سال ۱۹۴۲ به‌عنوان بخشی از ارتش سرخ شوروی، در طول جنگ جهانی دوم تشکیل شد. ارتش ۴۱ ترکیبی گارد در سال ۱۹۹۸ زمانی که منطقه نظامی ترانس بایکال و منطقه نظامی سیبری با هم ادغام شدند، سازماندهی مجدد شد. ستاد فرماندهی و پادگان این ارتش در نووسیبیرسک قرار دارد.